# Bormes-les-Mimosas
Bormes-les-Mimosas este o comună în departamentul Vaucluse din sud-estul Franței. În 2009 avea o populație de 7.321 de locuitori.

## Evoluția populației
| An        | 1975  | 1982  | 1990  | 1999  | 2006  | 2009  |
| --------- | ----- | ----- | ----- | ----- | ----- | ----- |
| Populație | 3.093 | 3.839 | 5.083 | 6.324 | 7.051 | 7.321 |